# Interferentiecontrast

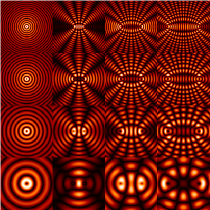
Verschillende interferentiepatronen vertonen een verschillend interferentiecontrast.

Met interferentiecontrast wordt de mate van zichtbaarheid van de interferentie die plaatsheeft binnen elk systeem dat golfeigenschappen vertoont - zoals de optica, kwantummechanica, golven in water of elektrische signalen -  bedoeld. Wanneer twee of meer golven worden gecombineerd en hun onderlinge fase hierdoor verandert varieert het vermogen of de intensiteit van de resulterende golf. De zichtbaarheid van de interferentie wordt gedefinieerd als het quotiënt van de amplitude van deze oscillaties en de som van alle vermogens van de individuele golven.

## Optica
Bij optische interferometers zoals de Mach-Zehnder-interferometer, de Michelson-interferometer en de Sagnac-interferometer manifesteert het interferentiecontrast zich in de vorm van oscillaties ("randen") in de uitgaande intensiteit van de golven, iets wat ook wel bekendstaat als de "Mach-Zehnder-zichtbaarheid". De som van de intensiteit (of het vermogen) van twee interfererende golven is dan gelijk aan het gemiddelde van deze randen. Hieruit volgt dat het interferentiecontrast kan worden berekend aan de hand van de volgende formule:
{\displaystyle {\text{Contrast}}({\text{echt}})={\frac {\text{amplitude}}{\text{gemiddeld}}}.}
Deze formule kan worden herschreven als
{\displaystyle {\text{Contrast}}({\text{echt}})={\frac {\max -\min }{\max +\min }},}
Hierin staan max en min voor het maximale respectievelijk minimale aantal oscillaties. Wanneer twee optische velden identiek zijn (dat wil zeggen dezelfde kleur, vorm, richting, tijdsprofiel enz. hebben) kan het voorspelde contrast als volgt worden beschreven: 
{\displaystyle {\text{Contrast}}({\text{ideaal}})={\frac {2{\sqrt {I_{1}I_{2}}}}{I_{1}+I_{2}}},}
Naarmate de optische velden onderling sterker verschillen, zal het interferentiecontrast sterker afwijken van de ideale waarde. Hiermee is het interferentiecontrast een maatstaf voor de mate van coherentie die tussen twee optische velden bestaat. Deze definitie van interferentie heeft rechtstreeks betrekking op golven in water en elektrische signalen.

## Kwantummechanica
In de kwantummechanica kunnen alle voorwerpen volgens de schrödingervergelijking als golven worden beschouwd, waardoor interferentie een alomtegenwoordig karakter heeft. Voorbeelden zijn de interferentieranden in het bose-einsteincondensaat en de interferentie die atomen in een Ramsey-interferometer laten zien. Bij tweespletenexperimenten laten elementaire deeltjes zoals atomen en moleculen interferentie zien.